# Park Narodowy La Visite

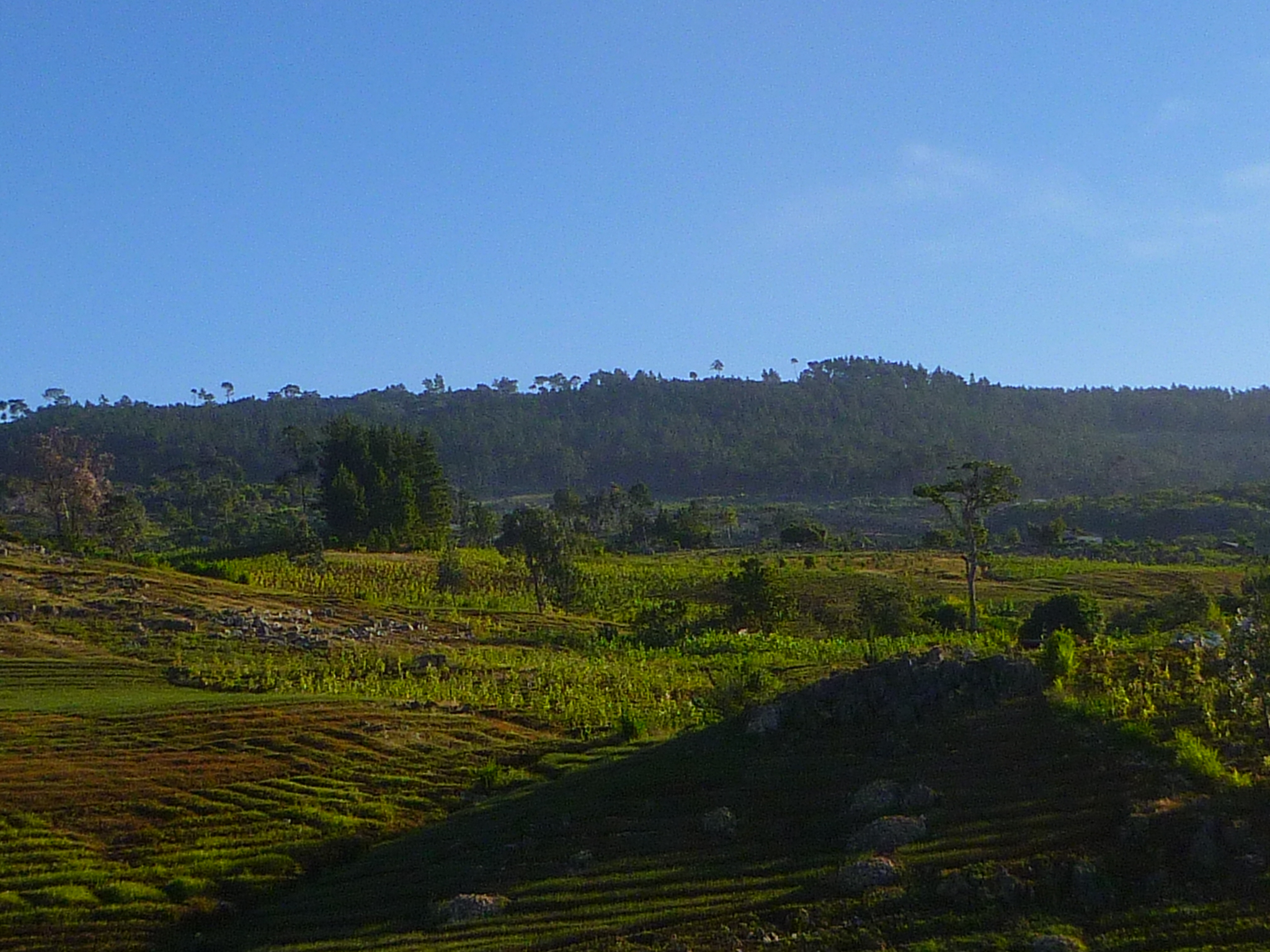
Widok na park od Macary

Park Narodowy La Visite (fr. Parc National La Visite) – park narodowy położony w południowej części Haiti, 22 km na południe od Port-au-Prince.
Park został założony w 1983 roku przez rząd Jean-Claude'a Duvaliera w celu ochrony flory przed wylesianiem. Powierzchnia parku wynosi 11 419 hektarów.
Do formacji roślinnych wchodzących w skład parku należą las sosnowy, sawanna oraz las mglisty.

## Fauna
Na terenie parku zaobserwowano 17 gatunków żab oraz 18 gatunków gadów. Szczególnie bogata jest awifauna, zarejestrowano obecność 67 gatunków, z czego 17 to gatunki występujące wyłącznie na Hispanioli, do najważniejszych gatunków należą drozd białowąsy, drozd karaibski, klarnetnik rdzawogardły, drozdek wędrowny.